# Picco di domanda
Picco di domanda è usato per riferirsi ad un punto storico elevato nei resoconti delle vendite di un particolare prodotto. In termini di uso di energia, picco di domanda significa periodo di forte domanda.

## Picco di carico
Picco di domanda, picco di carico sono termini impiegati nella gestione della domanda di energia che descrivono un periodo in cui ci si attende che la potenza elettrica sia fornita per un prolungato periodo ad un livello di fornitura significativamente più elevato di quello medio. Fluttuazioni picco di domanda possono verificarsi a cicli giornalieri, mensili, stagionali e annuali. Per una compagnia di elettricità il vero punto di picco di domanda è un periodo di mezz'ora che rappresenta il punto più elevato del consumo di elettricità da parte del cliente.

## Picco di flessione
Il Picco di domanda è considerato essere l'opposto delle ore di flessione quando la domanda di potenza è solitamente bassa. Ci sono delle tariffe per l'uso nei momenti di flessione.

## Risposta

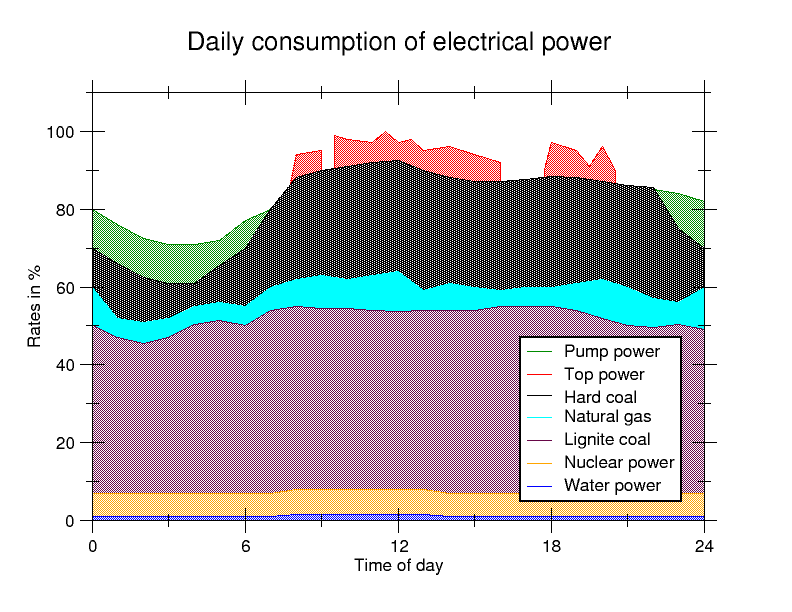
Consumo giornaliero tipico di energia elettrica in Germania

Il picco di domanda può superare i livelli di fornitura massima che l'industria di produzione di potenza elettrica è in grado di generare, che si risolve in una interruzione di fornitura totale o volutamente parziale. Ciò accade spesso durante le ondate di caldo quando l'uso di condizionatori d'aria e ventilatori alzano l'aliquota del consumo di energia in modo significativo. Durante una scarsità energertica le autorità possono richiedere al pubblico di limitare il loro uso di energia e di trasferirlo in un periodo esente da picchi.

## Impianti di produzione

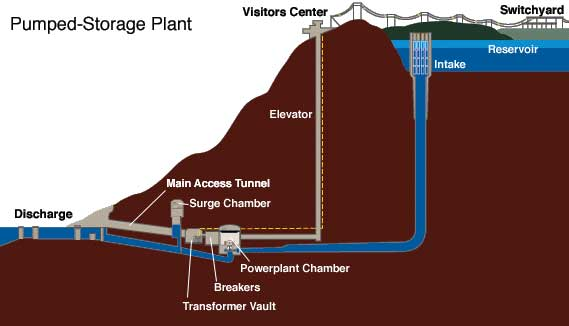
Centrale idroelettica a pompaggio

Agli impianti di produzione che forniscono energia alle reti elettriche per le richieste picco viene dato il nome di centrali elettriche di picco o peaker. Impianti di produzione alimentati a gas naturali possono essere avviati rapidamente e sono pertanto utilizzate sovente nei momenti di domande di picco. Centrali idroelettriche di pompaggio sono pure usate per fare fronte alle domande di picco.
| Controllo di autorità | GND (DE) 4199959-9 |